# 8702 Nakanishi
8702 Nakanishi (1993 VX3) là một tiểu hành tinh vành đai chính được phát hiện ngày 14 tháng 11 năm 1993 bởi M. Hirasawa và S. Suzuki ở Nyukasa.